# Video (Zeitschrift)
Die Zeitschrift video erschien zuletzt bei der WEKA Media Publishing in Haar bei München. Sie wurde im Jahr 1979 als „video“ vom Verlag Motor Presse Stuttgart gegründet und feierte im Frühjahr 2009 ihr 30-jähriges Bestehen. Seit August 2008 gehörte die Zeitschrift zur WEKA Holding und wurde zur Ausgabe 11/2008 mit der dort bereits verlegten Zeitschrift HomeVision zusammengeführt. Mit der Ausgabe 9–10/2022 erfolgte die Umbenennung in „connect home by video“. Im März 2023 wurde der Titel vom Verlag eingestellt. Die Inhalte werden zukünftig mit dem Titel connect zusammengeführt.

## Themen und Schwerpunkte
Die video lieferte fundierte Beiträge, Experten-Tests und Hintergrundberichte zu Themen und den Produkten der Unterhaltungselektronik wie LCD- und Plasma-Fernsehgeräte, 3D-TV, Videoprojektoren, Blu-ray-Player, Blu-ray-Recorder, Camcorder sowie Heimkinoanlagen, Lautsprecher-Sets und AV-Receiver. Auch Zubehör und Materialien wurden beschrieben und deren Qualität beurteilt. Die Tests und Messungen wurden in den verlagseigenen Labors im Hauptsitz in Haar durchgeführt.

## Besonderheiten
Die verbreitete Auflage lag laut IVW II/2009 bei mehr als 52.000 Exemplaren. Die video war am Kiosk, im Abonnement und in einer App erhältlich.
Die Redaktion von video produzierte außerdem Sonderhefte und Beilagen wie „iPod, MP3-Player & Co.“ oder auch das Heimvernetzung-Special „Connected Home“.
Gemeinsam mit den Schwesterzeitschriften AUDIO und stereoplay führte video jährlich eine Leserwahl durch. In diesem Rahmen wurden die aus Sicht der Leser besten Unterhaltungselektronik-Produkte des Jahres prämiert. Die Awards wurden jeweils im Frühjahr im Rahmen einer Veranstaltung in München vergeben.
Die Website der video wurde zuerst mit dem Schwestermagazin PC Magazin zusammengelegt. Nach der Umbenennung in „connect home by video“ erscheinen die Inhalte auf der Website der Schwesterzeitschrift connect. Aus dem video YouTube-Kanal wurde der Kanal von connect Tech Channel.

## Redaktion
Das Redaktionsteam der video bestand zuletzt aus Klaus Laumann (Chefredakteur) und Roland Seibt (Stellv. Chefredakteur, Technical Supervisor).